# کپی امن
کپی امن (به انگلیسی: Secure Copy) یا SCP راهی برای انتقال امن فایلهای کامپیوتری است که بر پایهٔ پروتکل SSH عمل می‌کند.
گاهی لازم است بین دو کامپیوتری که ارتباط SSH با هم دارند فایلی رد و بدل شود.
راه‌های مختلفی برای اینکار وجود دارد؛ مثلاً استفاده از یک سرور HTTP یا FTP که برای هر دو سیستم قابل دسترس است.
پروتکل کپی امن اینکار را آسان می‌کند.
مثلاً برای کپی از سیستم محلی به درون یک هاست :
```
scp
 
SourceFile
 
user@host:directory/TargetFile

```

سپس پسورد درخواست می‌شود که در صورت صحیح بودن عمل انتقال آغاز می‌شود.
و برای کپی از هاست به سیستم محلی خود :
```
scp
 
user@host:/directory/SourceFile
 
TargetFile

```

توجه داشته باشید که اگر سرور SSH شما بر روی پورتی غیر از پورت استاندارد SSH (شماره ۲۲) عمل می‌کند، آن را توسط سوییچ P- مشخص کنید، مثلاً:
```
scp
 
-P
 
2222
 
user@host:directory/SourceFile
 
TargetFile

```